# La settima strega
La settima strega è un libro scritto da Paola Zannoner nel 2006, un romanzo per ragazzi, stampato dalla Fanucci Editore nel 2007.

## Personaggi
- 1^ strega - Marga Mellus nel 1333, viene processata e condannata al rogo per essere incantatrice, maga e strega.
- 2^ strega - Giuditta Alamanni nel 1498, condannata all'avvelenamento
- 3^ strega - Daisy Hamilton nel 1580, viene mandata in esilio dalla regina Elisabetta I per essere interessata allo studio della medicina e della anatomia.
- 4^ strega - Laetitia De Pareja nel 1666, viene fatta sparire da Belaguer (il cattivo mago nero che cerca di rovinare i piani di Meg), per poi murarla viva.
- 5^ strega - Charlotte Fatus nel 1794, condannata alla ghigliottina perché combatte per la liberazione delle donne.
- 6^ strega - Anna Kemres nel 1942, viene presa dai tedeschi per essere caricata sui camion e deportata nei campi di sterminio.
- 7^ strega - Meg Mellows 2011
- Il Mago nero - Belaguer
- Aiuto mago nero - Gain
- Ragazzo di Meg - Damon

## Trama
Meg Mellows una ragazza statunitense quindicenne, che da quando è piccola ha sempre visto delle strane creature che gli altri non vedono. A scuola si trova in difficoltà perché la sua compagna Rex-Lo tiranneggia tutti. Un giorno chiede a Meg di farle i compiti e la ragazza glieli porta la sera, nel parco della città. Rex-lo si arrabbia perché Meg li firma con il suo nome e il colore delle cartelline non va bene, ma quando lei si rifiuta di rifarli, si trasforma in un licantropo e la attacca ma una donna orso, che si rivelerà essere la maga Esperia, la difende e la salva. Ella le spiega che è una ragazza speciale, una strega, e la porta in una grotta senza tempo per tramandarle la suprema conoscenza. Esperia racconta anche alla ragazza che lei è vissuta altre sei volte nel passato e che un potente stregone di nome Belaguer l'ha sempre perseguitata ed è sempre riuscito a ucciderla. Meg adesso ha una missione, tornare indietro nel passato e salvarsi. Mentre torna a casa incontra Damon, il ragazzo che le piace, ma che non l'ha mai degnata di uno sguardo, e usando i suoi poteri da strega cerca di sedurlo. Purtroppo Meg è stata rintracciata da Belaguer che invia i licantropi ad attaccarla.. I due ragazzi parlano tranquilli ma poi vengono attaccati da un lupo e Meg si trasforma in un cavallo nero. Damon non crede a quello che vede così corre a casa. Più tardi Damon va a casa di Meg e le dà un bacio, così lei gli rivela è una strega. Arriva l'una e mezzo di notte e la ragazza deve partire per la missione attraverso il suo computer portatile, e così prende anche Damon con lei. Per i due ragazzi inizia un'avventura contro il tempo.

## Edizioni
- Paola Zannoner, La settima strega, Fanucci, 2007, ISBN 978-88-347-1233-7.